# Fernand Deferm
Fernand Deferm (né le 29 octobre 1940 à Lummen,) est un coureur cycliste belge, actif dans les années 1950 et 1960.

## Biographie
En 1963, Fernand Deferm devient champion de Belgique sur route chez les indépendants. Il passe ensuite professionnel en avril 1964 au sein de l'équipe Solo-Superia. Bon sprinteur, il se distingue rapidement en terminant troisième d'une étape du Critérium du Dauphiné libéré, remportée par son leader Rik Van Looy. 
En 1965, il intègre la formation Dr. Mann. Sous ses nouvelles couleurs, il remporte le Grand Prix Jef Scherens et obtient de nombreuses places d'honneur dans des kermesses belges. Il se fait par ailleurs remarquer au niveau international en prenant la troisième place de Paris-Tours. L'année suivante, il s'impose sur le Tour du Limbourg. Il poursuit la compétition jusqu'en 1967 ou 1968, avant de mettre un terme à sa carrière professionnelle.

## Palmarès et résultats

### Palmarès par année
- 1963
  -  Champion de Belgique des indépendants
  - 3e de Bruxelles-Zepperen
- 1964
  - 2e du Ronde van Haspengouw
- 1965
  - Grand Prix Jef Scherens
  - 3e de Bruxelles-Charleroi-Bruxelles
  - 3e du Grand Prix Betekom
  - 3e de Paris-Tours
- 1966
  -  Champion de Belgique interclubs
  - Tour du Limbourg
- 1967
  - 3e du Tour du Limbourg

### Résultats sur les grands tours

#### Tour d'Italie
1 participation
- 1966 : abandon